# Древний Восток
Дре́вний Восто́к — историографический термин для обозначения совокупности очень далёких по географическим и хозяйственным условиям областей, оседлых и кочевых народов, существовавших в период истории, который хронологически и генетически предшествовал эллинизму и христианству.
В рамках понятия «Древний Восток» включаются государства Северо-Восточной Африки (в том числе Древний Ближний Восток), а также государства и народы Средней, Южной и Восточной Азии (в том числе древняя Индия и древний Китай).
Латинское слово oriēns, означающее «восход» (от «там, где солнце встаёт»), имеет аналоги во многих языках: «Левант» (< фр. levant), Анатолия (< др.-греч. Ανατολία), [Mizrah] на иврите (זריחה‎), [sharq] на арабском языке (شرق‎) и «Страна восходящего солнца» по отношению к Японии.
Противоположный термин «Запад» происходит от лат. occidens ([окцидент], «там, где солнце садится»). Для арабов это было важное понятие: Магриб (< مغرب‎).

## История понятия
Впервые разделение окружающего мира на Запад и Восток совершили финикийские мореплаватели. Но всеобщее признание деления мира на эллинизированный и романизированный Запад и «Варварский Восток» получило в античном мире у греков и римлян. Грань между Востоком и Западом постоянно менялась, но противопоставление сохранялось. Наиболее наглядно это проявилось в распаде Римской империи на две части: Западную и Восточную.
В Средние века Востоком для христианского мира стала и родина этого понятия — Греция, захваченная турками-османами.
В Новое время, когда шёл процесс создания европейскими державами, прежде всего Великобританией и Францией, обширнейших колониальных империй, большая часть стран Востока попадает в зависимость от метрополий. Это ещё больше усиливает противопоставление, по мнению некоторых, «передового» капиталистического Запада и «отсталого» консервативного Востока.
Ко II—I тысячелетиям до нашей эры у древневосточных обществ, как отмечает В. М. Строгецкий, сложилась деспотическая форма правления, основанная на разветвлённой бюрократической системе и жреческой идеологии, ограниченном праве частной собственности и отсутствии понятия свободы личности. В 1933 году советский востоковед В. В. Струве обосновал рабовладельческий характер производства в обществах древнего Востока (до этого главенствовала теория извечного феодализма восточных государств)[прояснить].
Принципиальное отличие уклада стран Древнего Востока от античных Греции и Рима состояло в низкой значимости частной собственности, частнособственнических отношений, товарного производства, ориентированного на рынок, и решающей роли сохранившей многие черты патриархально-родовой организации сельской общины.
Борис Тураев считал концом истории Древнего Востока завоевания Александра Македонского (IV век до н.э.), поскольку с этого времени Восток из «древнего» становится «эллинистическим».

## История изучения
Источниками для истории древнего Востока до начала XIX века были лишь тексты, написанные греческими писателями, и Библия. Наиболее известными авторами, писавшими о Древнем Египте, были Геродот (V век до н. э.), Гекатей (IV—III в. до н. э.), Диодор Сицилийский (I в. до н. э.), Страбон (I в. до н. э. — I век н. э.). Данные источники страдают неполнотой и включают довольно большое количество недостоверных сведений, что является следствием неполных сведений о Египте и его культуре у греков. Сюда же можно включить написанную на греческом языке историю Египта, автором которой является египетский жрец Манефон. Этот источник был написан в конце IV века до н. э. уже после того, как Египет был завоёван Македонией. Труды Манефона дошли до современности лишь в более поздних списках еврейских и христианских авторов, и содержат искажения, вставки и исправления. Библия была единственным источником по истории древнего Востока собственно восточного происхождения.
Началом научной египтологии принято считать публикацию Ж. Ф. Шампольоном 14 сентября 1822 года «Письма к г-ну Дасье», в котором впервые в европейской научной традиции верно описывалась система египетского иероглифического письма. Впоследствии А. Эрман и его ученики поставили изучение египетского письма и языка на строгую научную почву. Систематические археологические раскопки в Египте во второй половине XIX века начали О. Мариет и Г. Масперо. Затем их работу продолжили П. Флиндерс, Г. Картер и многие другие археологи.
Ассириология (комплексная гуманитарная дисциплина, изучающая языки, письменности, культуры и историю Ассирии, Вавилонии и других государств Древней Месопотамии) получила научную основу только в середине XIX века благодаря археологическим исследованиям, проведённым О. Г. Лэйардом и П. Э. Ботта, а также обнаружению Г. Роулинсоном (Англия) в Иране трёхъязычной (древнеперсидско-эламско-вавилонской) Бехистунской наскальной клинописной надписи персидского царя Дария I (около 521 года до н. э.). Лэйард в 1845—1851 годах нашёл и раскопал несколько ассирийских городов, включая Ниневию и Нимруд, в котором обнаружил знаменитую царскую библиотеку клинописных табличек Ашурбанипала. Дешифровка вавилоно-ассирийской клинописи удалась благодаря исследованиям, начатым в 40-х годах XIX века П. Э. Ботта и развитым Э. Хинксом, а также Г. Роулинсоном и иными ассириологами.
Материал, доставленный археологами, нашедшими древние тексты, обогатил науку такой массой новых сведений, что история Древнего Востока через несколько десятилетий после великих открытий могла быть написана совершенно заново. Однако от некоторых периодов, иногда очень продолжительных, не сохранилось ничего, кроме имен царей, да и то, может быть, неверно читаемых; от других периодов, очень важных, если и сохранилось немало памятников, то многие из них дошли до нас в таком обезображенном виде или написаны так небрежно, что пользоваться ими приходится с большой осторожностью. Наконец, неустановленность произношения открывает большой простор фантазии и произвольным сближениям, особенно в географической номенклатуре. 